# Pterocryptis taytayensis
Pterocryptis taytayensis és una espècie de peix de la família dels silúrids i de l'ordre dels siluriformes.
Els mascles poden assolir 12 cm de longitud total.
És un peix d'aigua dolça i de clima tropical. Es troba a Àsia: Taytay (Palawan, Filipines).